# Renee Kiley
Renee Kiley (* 1983 in Narrandera) ist eine australische Duathletin und Triathletin. Sie wird in der Bestenliste australischer Triathletinnen auf der Ironman-Distanz geführt.

## Werdegang
Renee Kiley wurde 2013 als Zuschauerin bei einer Triathlon angeregt, begann zu trainieren und startete 2014 bei ihrem ersten Triathlon.

Sie beendete im August 2015 mit dem Ironman Japan ihren ersten Ironman (3,86 km Schwimmen, 180,2 km Radfahren und 42,195 km Laufen) und qualifizierte sich als Altersklassen-Siegerin für einen Startplatz beim Ironman Hawaii (Ironman World Championships) 2015.

Seit 2020 startet sie als Profi und im September 2020 wurde sie Dritte beim Ironman Cairns. Im August 2021 wurde sie in persönlicher Bestzeit Zweite beim Ironman Hamburg.
Renee Kiley lebt heute in Queensland.

## Sportliche Erfolge
| Datum/Jahr   | Rang | Wettbewerb                                                    | Austragungsort | Zeit     | Bemerkung                                                                |
| ------------ | ---- | ------------------------------------------------------------- | -------------- | -------- | ------------------------------------------------------------------------ |
| 6. Dez. 2020 | 31   | PTO Professional Triathletes Organisation World Championships | Daytona Beach  | 03:44:40 | PTO-Weltmeisterschaft (2 km Schwimmen, 80 km Radfahren und 18 km Laufen) |
| 4. Mai 2019  | 3    | AUS Middle Distance Triathlon National Championships          | Busselton      | 04:33:54 | hinter Felicity Sheedy-Ryan als Vierte beim Ironman 70.3 Busselton       |

| Datum/Jahr    | Rang | Wettbewerb        | Austragungsort | Zeit     | Bemerkung                            |
| ------------- | ---- | ----------------- | -------------- | -------- | ------------------------------------ |
| 29. Aug. 2021 | 2    | Ironman Hamburg   | Hamburg        | 08:56:48 | [ 6 ]                                |
| 25. Juli 2021 | 7    | Ironman USA       | Lake Placid    | 09:50:23 |                                      |
| 27. Sep. 2020 | 3    | Ironman Cairns    | Cairns         | 09:23:56 | hinter Amelia Watkinson              |
| 1. Mai 2016   | 11   | Ironman Australia | Port Macquarie | 10:18:28 |                                      |
| 23. Aug. 2015 | 11   | Ironman Japan     | Hokkaidō       | 11:52:06 | erster Start auf der Ironman-Distanz |

(DNF – Did Not Finish)